# Elecciones presidenciales de Venezuela de 1886
Las elecciones presidenciales de Venezuela de 1886 fueron realizadas el 27 de marzo de dicho año, resultando electo presidente por el Consejo Federal el general Antonio Guzmán Blanco para el periodo constitucional de 1886-1888.

## Antecedentes
En vista de que se aproximaba el fin del periodo constitucional del presidente Joaquín Crespo, el Congreso empieza sus sesiones para elegir y designar los miembros del Consejo Federal el cual sería el encargado de elegir al presidente para el próximo bienio.

## Elección
Entre los miembros del Consejo Federal, fue elegido por voto unánime de los 17 miembros del cuerpo electoral a candidatura del expresidente Antonio Guzmán Blanco para el nuevo periodo.
La elección del general Guzmán fue relativamente rápida y sencilla, sin mucho contratiempo a la hora de debatir, esto se debe a gran medida a la influencia que este ejercía en la vida política del país y sus fuertes conexiones con partidarios guzmancistas en el Congreso.

## Hechos posteriores
Recién elegido el presidente, ahora tocaba al Consejo Federal nombrar una comisión que fuera la encargada de comunicarle y entrar la credencial correspondiente al general Guzmán quién se encontraba en Martinica. En vista de la ausencia del presidente electo el presidente Crespo entrega el mando a su vicepresidente Manuel Antonio Díez quien sería el encargado de completar el periodo constitucional y de dar entrega del cargo al general Guzmán. Pero hubo que esperar hasta el 27 de agosto de 1886 para que el presidente electo arribará a Venezuela junto a su familia, no sería hasta el 15 de septiembre del mismo año que tomaría juramento de cargo.